# Urbaneč
Urbaneč (německy Urbantsch) je vesnice a místní část obce Peč v okrese Jindřichův Hradec v Jihočeském kraji. Nachází se tři kilometry jihozápadně od Dačic v nadmořské výšce 466 metrů. Její poloha je v údolí Lidéřovického potoka, pravostranného přítoku Moravské Dyje, v Dačické kotlině. Jižně od vesnice se zvedá Urbanečský vrch (570 metrů). Ve vesnici je železniční zastávka Urbaneč na trati Kostelec u Jihlavy – Slavonice.

## Historie
První písemná zmínka o vesnici pochází z roku 1353. Je dílem německé kolonizace z přelomu 13. a 14. století. V letech 1464–1546 byla ve vsi zmíněna tvrz. Ves byla dříve samostatným statkem se svobodným dvorem. Až do roku 1590, od kterého se stala majetkem dačického panství, jehož osudy sdílela až do roku 1849, se měnili vlastníci jak houska na krámě. Podle vceňovacího operátu žilo v roce 1843 v Urbanči 107 obyvatel ve 23 domech a 27 domácnostech. Desátky se odváděly panství Dačice, na týdenní sobotní trhy se jezdilo do Dačic. Elektrifikována byla obec v roce 1934 připojením k síti ZME Brno.

## Přírodní poměry
Podél východní hranice katastrálního území Urbaneč protéká Moravská Dyje, jejíž údolí zde je chráněno jako přírodní památka Moravská Dyje.

## Obyvatelstvo
| Rok            | 1869 | 1880 | 1890 | 1900 | 1910 | 1921 | 1930 | 1950 | 1961 | 1970 | 1980 | 1991 | 2001 | 2011 | 2021 |
| -------------- | ---- | ---- | ---- | ---- | ---- | ---- | ---- | ---- | ---- | ---- | ---- | ---- | ---- | ---- | ---- |
| Počet obyvatel | 95   | 97   | 98   | 84   | 84   | 110  | 114  | 74   | 71   | 59   | 45   | 33   | 35   | 49   | 44   |
| Počet domů     | 23   | 23   | 22   | 21   | 20   | 20   | 20   | 20   | 15   | 15   | 13   | 19   | 19   | 22   | 21   |

## Obecní správa
Urbaneč byla samostatnou obcí a do roku 1849 byla ves Urbaneč součástí panství Telč v Jihlavském kraji. V letech 1850 až 1855 byla podřízena politické pravomoci Podkrajského úřadu v Dačicích a v soudní správě okresnímu soudu tamtéž. Po vzniku smíšených okresních úřadů s politickou a soudní pravomocí byla v letech 1855 až 1868 podřízena Okresnímu úřadu v Dačicích. Když byly veřejná správa a soudnictví roku 1868 opět odděleny, vrátila se pod politickou pravomoc Okresního hejtmanství v Dačicích, od roku 1919 okresní správy politické a od roku 1928 okresního úřadu tamtéž. Od roku 1911 náležela pod Okresní soud ve Slavonicích až do roku 1938. Po okupaci pohraničí nacistickým Německem náležela od října 1938 do května 1945 pod Landrat ve Waidhofenu an der Thaya, říšská župa Dolní Dunaj. Po osvobození v květnu 1945 patřila pod Okresní národní výbor v Dačicích a v jeho rámci od roku 1949 pod nově vzniklý Jihlavský kraj. Toto začlenění trvalo až do poloviny roku 1960, kdy po územní reorganizaci byla ves Urbaneč s moravským Dačickem začleněna pod správní okres Jindřichův Hradec a Jihočeský kraj, což trvalo až do zrušení Okresního úřadu v Jindřichově Hradci koncem roku 2002. V roce 1960 byla sloučena s obcí Peč. Od 1. ledna 1980 do 30. června 1990 byla částí obce Cizkrajov v okrese Jindřichův Hradec. Od 1. července 1990 je opět částí obce Peč v okrese Jindřichův Hradec. Od roku 2003 spadá pod pověřený Městský úřad v Dačicích v samosprávném Jihočeském kraji.

## Pamětihodnosti
- Kaplička svatého Kříže, před ní kamenný kříž z roku 1897

## Galerie

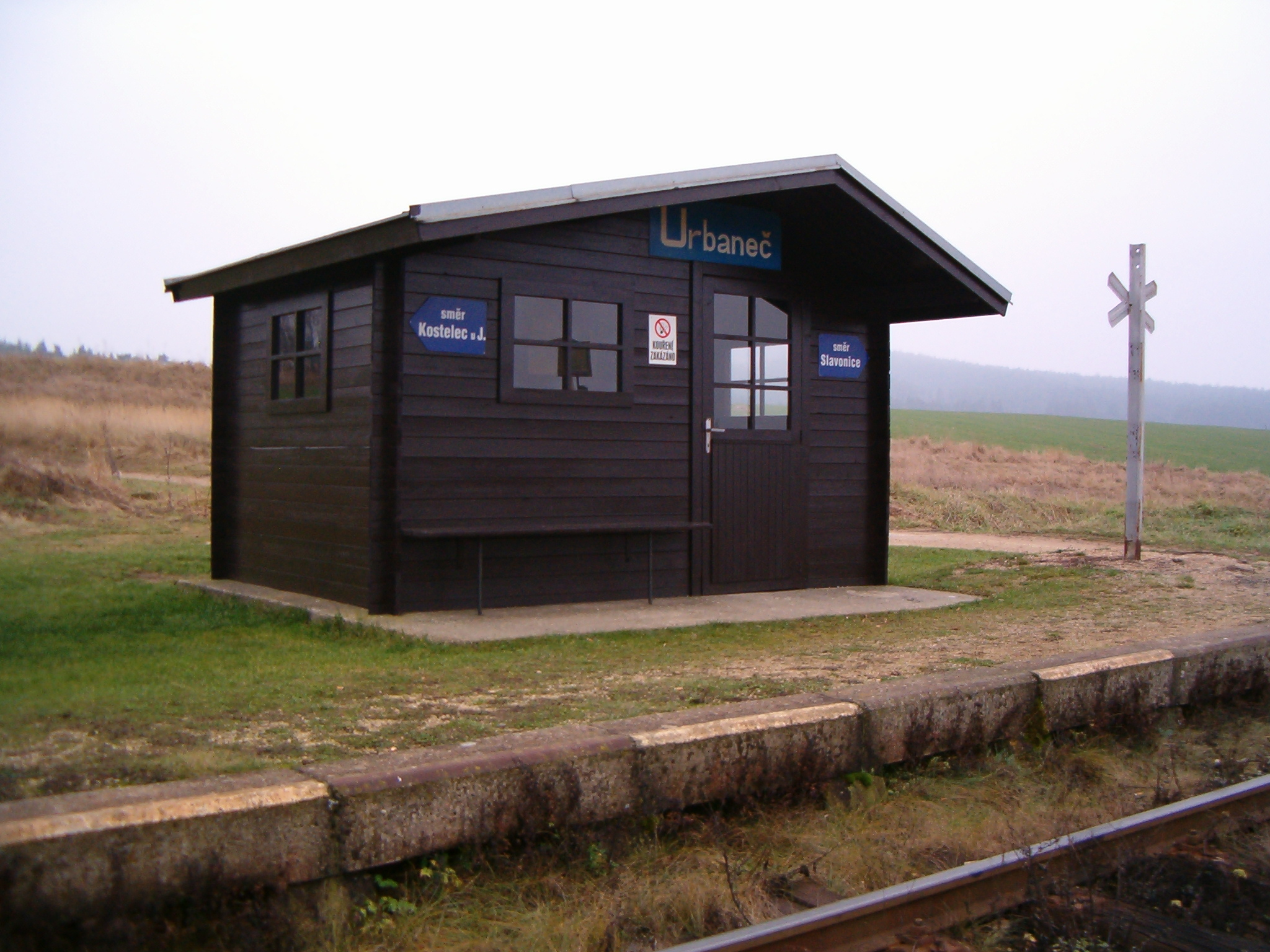
Železniční zastávka
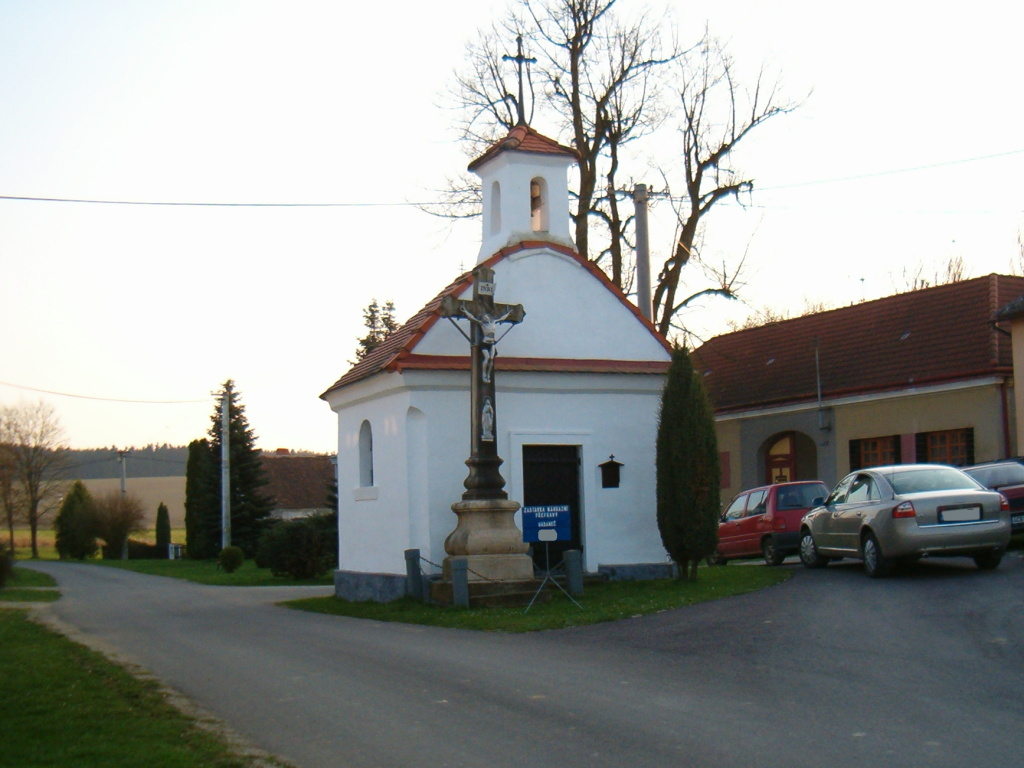
Kaplička svatého Kříže s kamenným křížem z roku 1897
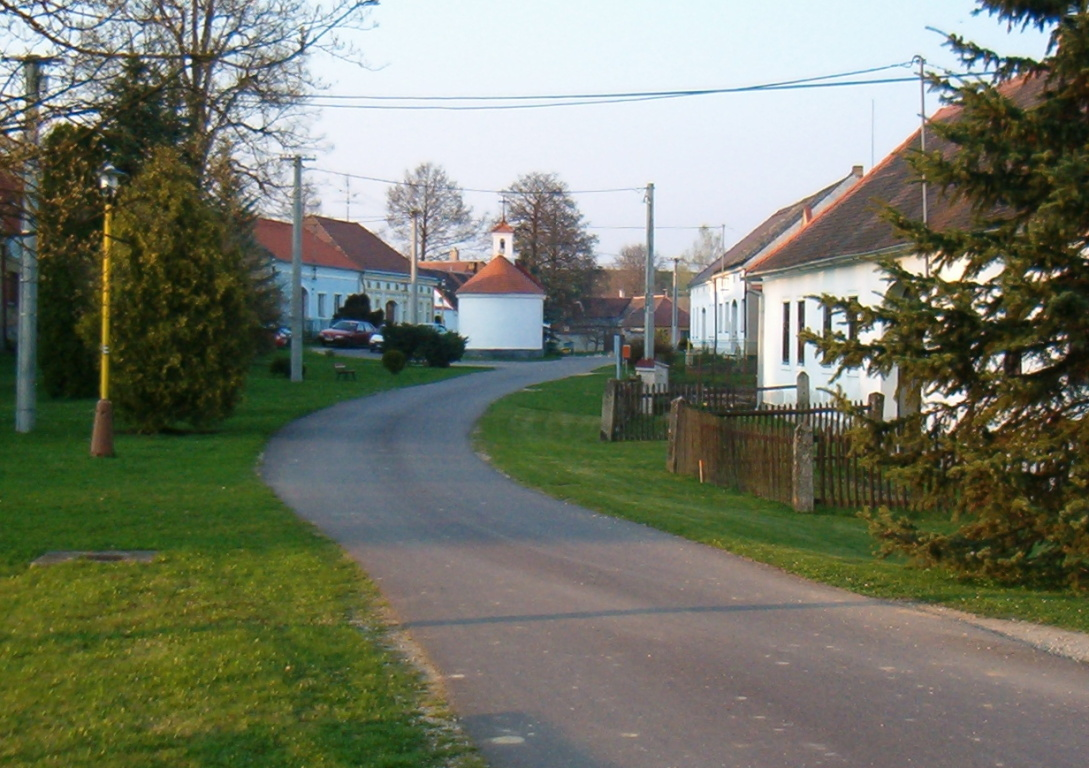
Náves
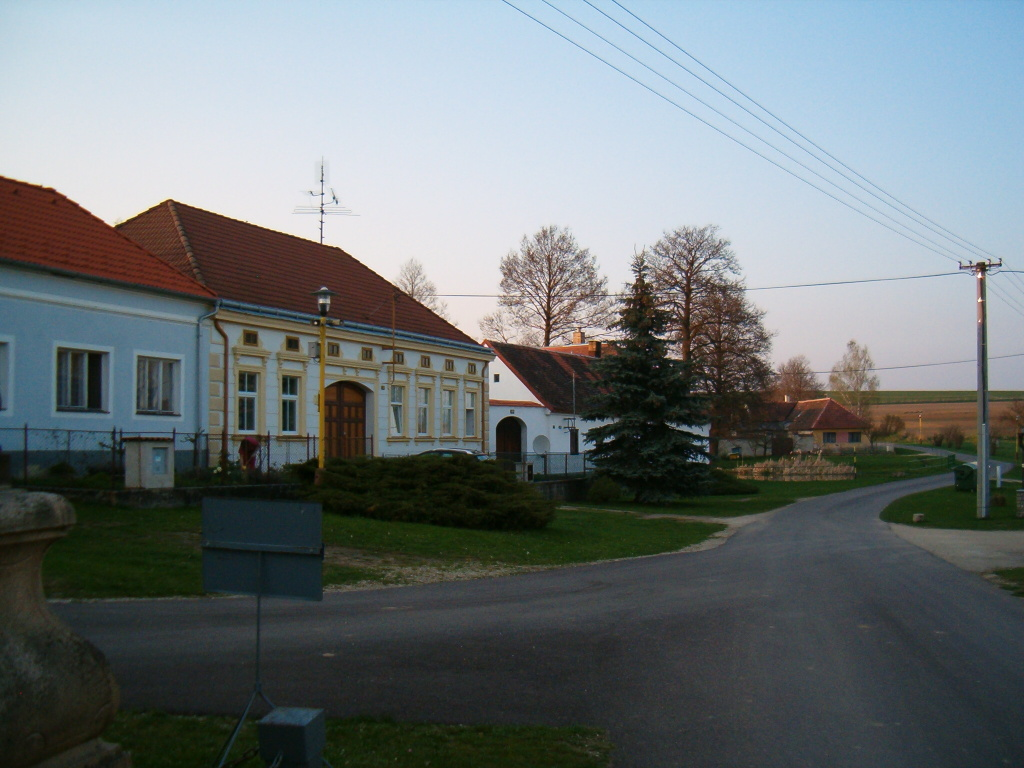
Náves – severní část